# بطولة تونس لألعاب القوى 1961
بطولة تونس لألعاب القوى 1961 هو الدورة 6 من بطولة تونس لألعاب القوى.

فاز بهذا الموسم الشرقية.

## روابط خارجية
- الموقع الرسمي للجامعة التونسية لألعاب القوى.